# Micromeria pineolens
Micromeria pineolens là một loài thực vật có hoa trong họ Hoa môi. Loài này được Svent. mô tả khoa học đầu tiên năm 1960.

## Hình ảnh

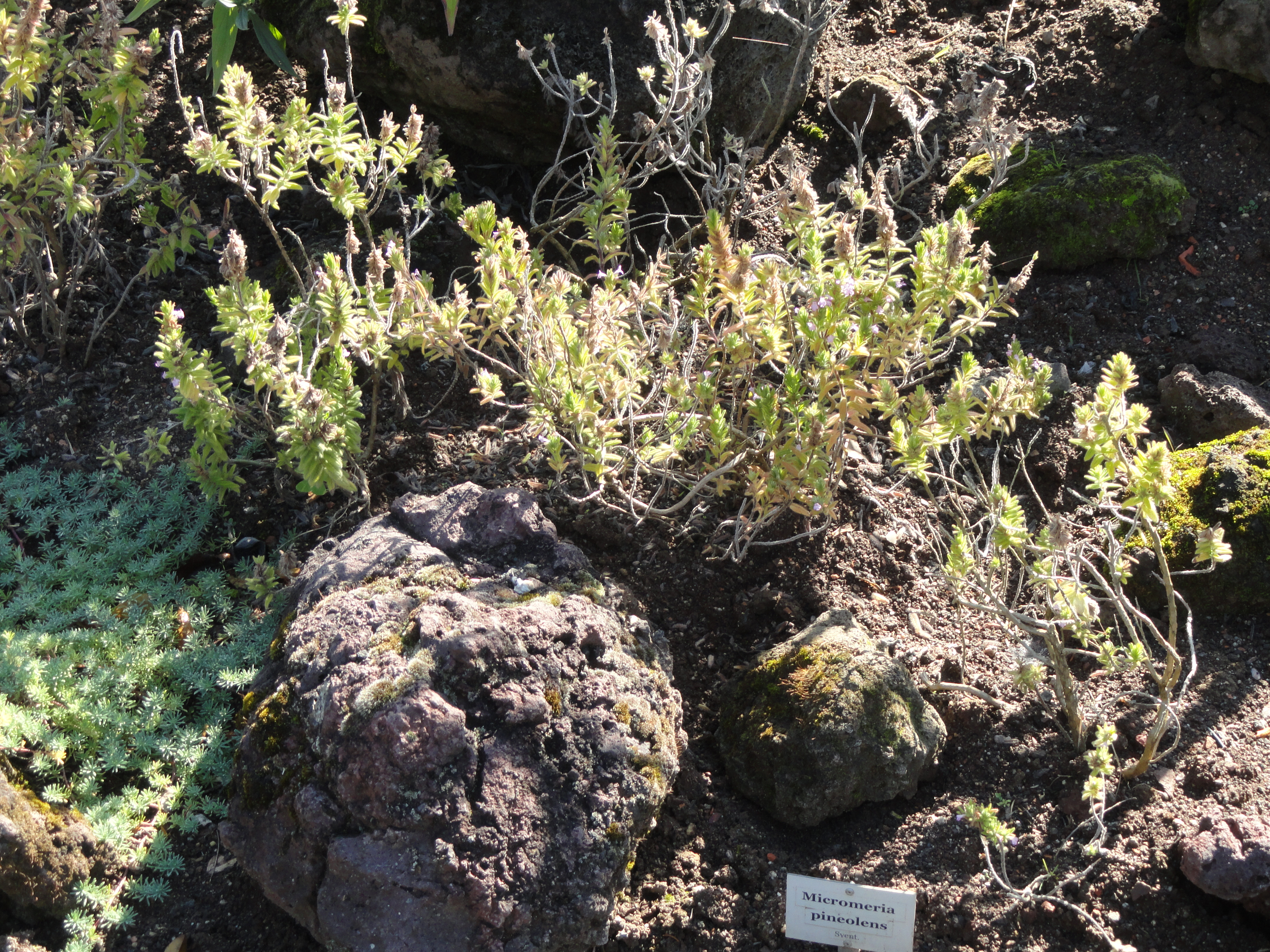